# La reina de los caribes
La reina de los Caribes (italiano: La regina dei Caraibi) es una novela de aventuras del escritor italiano Emilio Salgari. Es la segunda obra del ciclo de Piratas del Caribe. 

## Trama
La segunda parte de El Corsario Negro.  La acción se desarrolla en el Mar Caribe, Nicaragua y Florida durante el siglo XVII, época de esplendor de la piratería. Emilio de Roccanera, señor de Ventimiglia, más conocido como el Corsario Negro, ha jurado una terrible venganza por la muerte de sus hermanos a manos del gobernador de Maracaibo, el flamenco Wan Guld. Acompañado por los fieles Carmaux, Wan Stiller y Moko, el Corsario se dirige a Nicaragua donde conoce a la princesa india Yara, quien se enamora perdidamente del heroico pirata. Una vez consumada la muerte de Wan Guld, en su huida el Corsario Negro y varios de sus hombres son capturados por indios caribes. Afortunadamente, Honorata, abandonada en un bote a la deriva al final de la primera novela, había naufragado en la costa y tomada como diosa por los indios y coronada reina. El Corsario Negro, al encontrarla, pone fin a sus andanzas de pirata y regresa con ella a sus posesiones en Italia.

## Información sobre la novela
Salgari no se refiere a sus personajes como a los tradicionales piratas, que saquean, matan y destruyen con su típica fama de hombres crueles carentes de valores. Habla, más bien, de hombres valientes que luchan por la justicia, que creen en el honor, la honestidad y el valor de la palabra. Dentro de 'La reina de los Caribes' a menudo aparecen en forma de personajes verdaderos piratas de otros tiempos: Henry Morgan, Michel de Grammont, Laurens de Graff y Nicolas van Horn.

## Adaptaciones cinematográficas
- El Corsario Negro (1944) di Chano Urueta Film messicano distribuito in Italia nel 1951
- Il corsaro nero (1976) di Sergio Sollima

## Títulos alternativos en español
- La Editorial Saturnino Calleja publicó La reina de los Caribes en dos volúmenes: La reina de los Caribes (Tomo I) y La reina de los Caribes (Tomo II) (192?).
- La Editorial Saturnino Calleja publicó La reina de los Caribes en dos volúmenes: La reina de los Caribes y Honorata de Wan-Guld (193?).
- La Editorial Molino, dentro de su colección Salgari, publicó El Corsario Negro en dos volumes: La reina de los Caribes y Honorata de Wan-Guld (1955).
- La Editorial Nauta (Madrid) publicó La reina de los Caribes en un volumen: La reina de los Caribes (1972).
- La Editorial GAHE publicó La reina de los Caribes: La reina de los Caribes y Honorata de Wan-Guld (1975).
- La Editorial ROH Press publicó El Corsario Negro, La reina de los caribes y Yolanda, la hija del Corsario Negro en un volumen: La trilogía del Corsario Negro. Versiones íntegras y anotadas (2014).